# Johann Eberhard von Droste
Johann Eberhard von Drost(e), innerhalb der Familie später genannt Droste zu Zützen (* 1. August 1662 in Zützen; † 18. September 1726 in Reddern), war ein königlich-polnischer und kurfürstlich-sächsischer Generalleutnant und Gutsbesitzer.

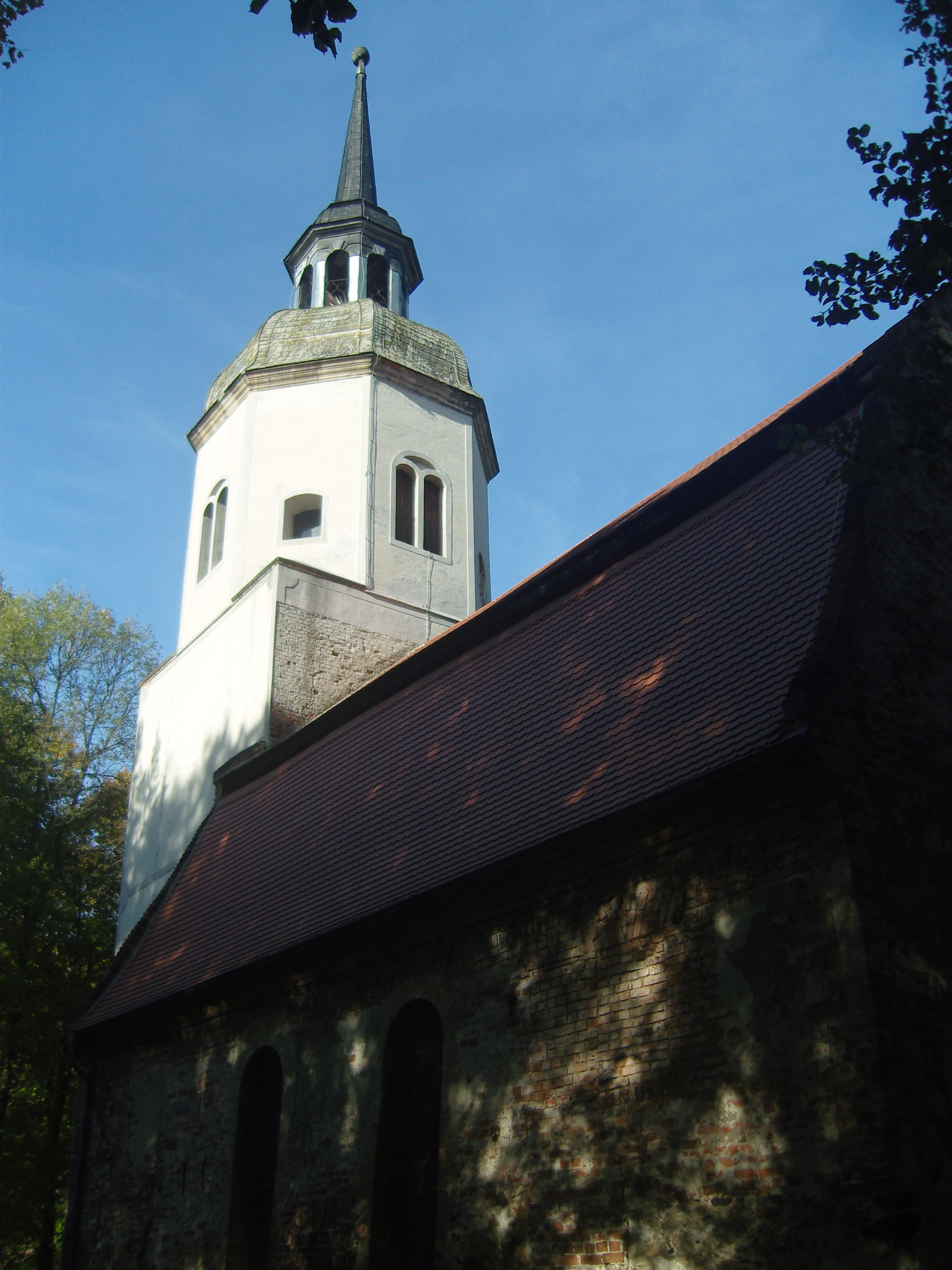
Flachskirche in Reddern, erbaut von Johann Eberhard

## Abstammung
Johann Eberhard stammte aus einer protestantischen Seitenlinie des katholischen Adelsgeschlechts Droste zu Hülshoff, die im 17. Jahrhundert auf Haus Möllenbeck (heute Münster-Wolbeck) bestand und gehörte der 14. Generation seiner Familie an. Sein Vater war Herbert (oder Gerhard) von Droste zu Möllenbeck (1609–1695), den es im Dreißigjährigen Krieg aus Westfalen nach Sachsen verschlagen hatte. Dessen ältester Bruder, Everwin von Droste zu Möllenbeck war in Köthen in die Fruchtbringende Gesellschaft aufgenommen worden. Herbert heiratete Sybilla Elisabeth von Klitzing. Seine Lebensgeschichte ist dokumentiert: Nach einem Raubüberfall auf sein Elternhaus Möllenbeck war er, getrennt von seinen Eltern und Geschwistern, ab 1610 auf dem Gut seines Onkels mütterlicherseits, Herr von Bischopinck, aufgewachsen. Mit 13 Jahren war er 1624 zu einem anderen Onkel nach Holland gekommen, wo er die französische Schule besucht hatte. 1626 war er als Page mit dem holländischen Gesandten nach Dänemark und später mit dem Hofmarschall Dietrich von Falkenberg nach Schweden gegangen, bis dieser bei Magdeburg erschossen und er selbst von der Kaiserlichen Armee gefangen genommen, aber wieder freigelassen wurde. Danach trat er wieder in die schwedische Armee ein und machte dort Karriere bis zum Oberst. Mit 2.300 Talern und einer goldenen Kette entlassen, konnte er 1651 die Güter Zützen und Wendisch-Gersdorf (heute Stadt Golßen) erwerben (nach einer anderen Quelle hatte sie seine Ehefrau mitgebracht). Diese beiden Güter hatten im 20. Jahrhundert eine Größe von zusammen 1055 ha. Im Heimatbuch der Schule Brenitz wird seine milde Gutsherrschaft erwähnt.

## Leben
Johann Eberhard, der als nachgeborener Sohn nicht Erbe seines Vaters war, verheiratete sich in erster Ehe mit Christina von Birckholz, Erbin der Güter Reddern, Kasel, Loss und Pelzdorf. In zweiter Ehe verheiratete er sich mit Johanna Erdmuthe von Klitzing. Der Johanniterorden verweigerte ihm die Aufnahme. Als Gutsherr errichtete er um 1725 die sogenannte „Flachskirche“ in Reddern, deren Vollendung er nicht mehr erlebte. An der Kirche ist ein (stark verwittertes) Allianzwappen Droste-Klitzing angebracht, im Inneren erinnern an ihn und seine Familie unter anderem eine Inschrift, ein Epitaph für seine Tochter Johanna Eberhardine Erdmuthe (1727–1752) mit ehrenden Worten und ein Taufstein mit Wappenschmuck.

## Militärische Karriere
Johann Eberhard war nur acht Jahre älter als der sächsische Regent August der Starke, unter dem er eine militärische Karriere machte. Er trat sehr früh in die Sächsische Armee ein und wurde bereits 1691 Oberst im kurfürstlich-sächsischen Leibregiment zu Fuß. Als solcher zog er mit, als Kurfürst August 1697 zur Königskrönung nach Polen reiste. Ab 1701 war er Unterkommandant des Infanterie-Regiments sächsische oder deutsche Garde. Im September 1702 wurde er zum Generalmajor befördert und kommandierte 1703 ein nach ihm benanntes Infanterie-Regiment, mit dem er am Großen Nordischen Krieg teilnahm, 1704 Praga bei Warschau erstürmte und das er auch 1706 in der Schlacht bei Fraustadt befehligte. 1711 wurde er mit 49 Jahren zum Generalleutnant befördert und war danach noch mehrere Jahre im Dienst.

## Nachkommen

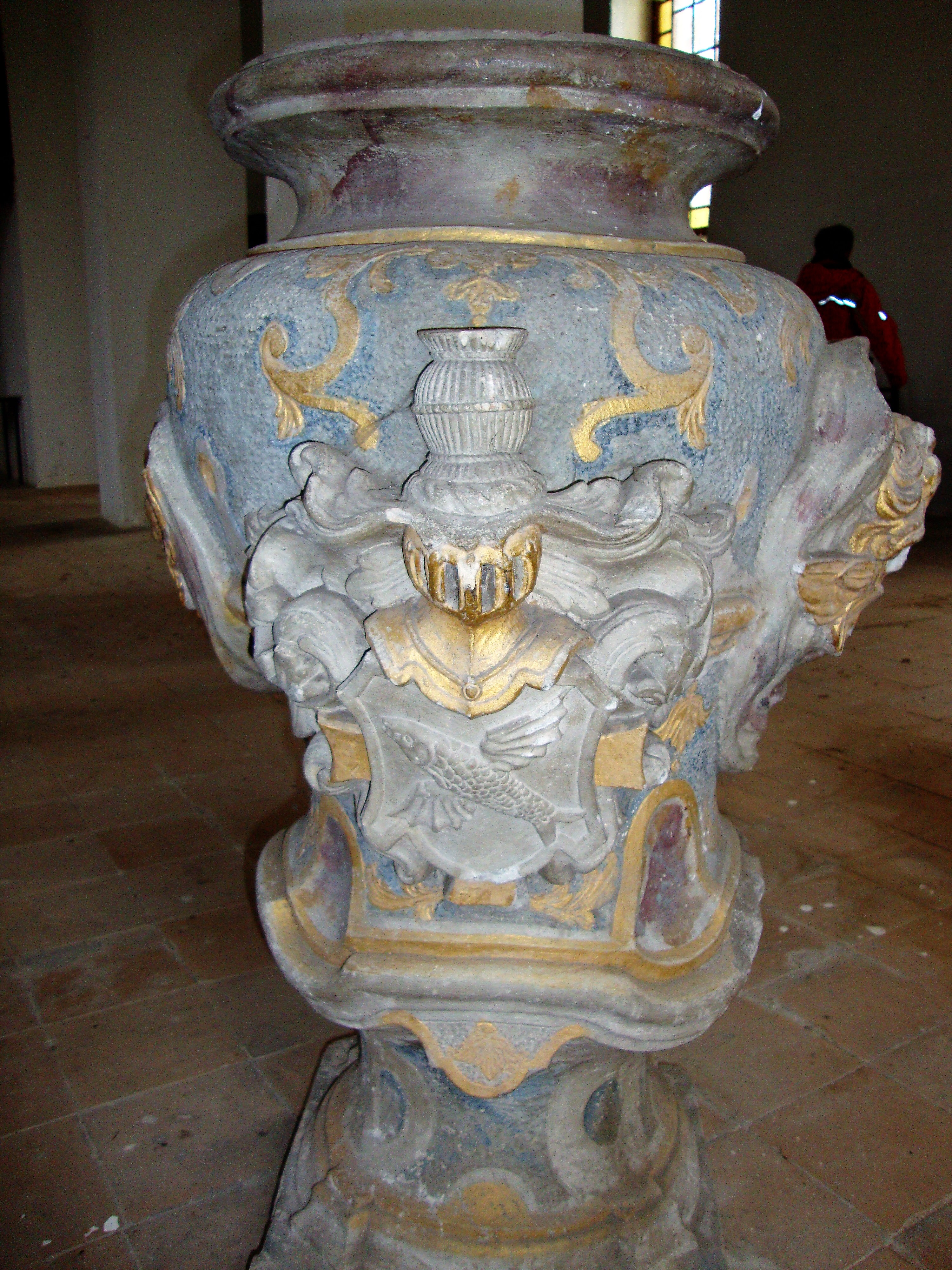
Wappen des Johann Eberhard von Droste zu Zützen, Flachskirche Reddern Taufstein 1700

Erst nach von Droste zu Zützens Tod kam seine Tochter Johanna Eberhardine Erdmuthe Johanna Bernhardina (1727–1752) zur Welt, die 1741 ihren kränklichen Neffen Johann Leopold II. von Droste zu Zützen, Gersdorf, Reddern, Kasel, Loss und Pelzdorf (1718–1750) heiratete. Dieser verkaufte 1749 das Gut Zützen an die Frau von Carl Wilhelm von Kleist, der bis 1750 durch Georg Wenzeslaus von Knobelsdorff – fast gleichzeitig mit Schloss Sanssouci – dort ein Schloss Kleistensitz errichten ließ (Walter Ulbricht ließ es 1945 anzünden – nur die Kellergewölbe überdauerten bis in die 1970er Jahre). Da Johann Leopold Droste zu Zützen kinderlos geblieben war, wäre zumindest ein Teil seiner Güter an die westfälische Stammlinie Droste zu Hülshoff gefallen. Denn Heinrich II. von Droste-Hülshoff (1597–1666) war 1652 mit den Gütern Zützen und Wendisch-Gersdorf belehnt worden. Indessen hatte diese wegen der vielen anderen Belehnten und der Notwendigkeit, den evangelischen Glauben annehmen zu müssen, die notwendigen Nachbelehnungen versäumt, sodass die Güter an dortige Familien kamen.

## Droste zu Zützen in der Literatur
Die Dichterin Annette von Droste-Hülshoff nutzt in ihrer (unvollendeten) Erzählung Bei uns zu Lande auf dem Lande nach der Handschrift eines Edelmannes aus der Lausitz die Figur eines namentlich nicht identifizierbaren Lausitzer Verwandten als ihren Erzähler, der einen Aufenthalt auf Burg Hülshoff schildert. Als Zweck des Aufenthalts wird die Suche nach einem Erben für seine Güter in der Lausitz genannt. Während die Handlung im frühen 18. Jahrhundert spielen soll, werden Charakterzüge der Bewohner von Hülshoff aus der Generation der Dichterin (1797–1848) und ihrer Eltern Clemens-August II. von Droste zu Hülshoff (1760–1826) beziehungsweise Therese-Louise von Droste zu Hülshoff, geb. Haxthausen (1772–1853) dargestellt.
Tatsächlich war die Linie der Droste zu Zützen bereits 1750 ausgestorben. Der einzige mit Zützen und Wendisch-Gersdorf belehnte Angehörige des Hülshoffer Stammhauses, Heinrich II. von Droste-Hülshoff (1597–1666), war ein Zeitgenosse des Begründers der Droste zu Zützen, Herbert (1609–1669), gewesen. Auch die nächste Generation auf Hülshoff, Bernhard III. von Droste-Hülshoff (1634–1700), besuchte auf seiner Kavaliersreise seinen Vetter Herbert von Droste zu Zützen, wo er einige Zeit blieb. Der Sohn von Herbert Droste zu Zützen, der damals kinderlose Johann Eberhard von Droste zu Zützen soll im Jahre 1723 tatsächlich seinen entfernten Vetter Heinrich Johann I. Droste zu Hülshoff (1677–1739) besucht haben, um einen von dessen Söhnen zu einer eventuellen Übernahme der Güter in der Lausitz zu bewegen. Dessen ältester Sohn Heinrich Wilhelm Droste zu Hülshoff (1704–1754) soll aber abgelehnt haben, da ihm das Erbe des Stammsitzes Hülshoff sowie eine vorteilhafte Verheiratung mit der Familie Droste zu Vischering in Aussicht standen. Auch der jüngere Sohn Ernst Konstantin von Droste zu Hülshoff (1709–1756) stand nicht zur Verfügung, denn er wollte in den geistlichen Stand und nicht zur protestantischen Konfession übertreten. Dies berichtet Heinrich von Droste zu Hülshoff (1875–1934). Auf den Lausitzer Familienzweig bezieht sich die Dichterin auch durch ihre Schilderung eines jungen „Everwin“ – diesen Namen hatte der älteste Bruder des o. g. Herbert, Everwin von Droste zu Möllenbeck (ca. 1592–1661), getragen, der in die Fruchtbringende Gesellschaft aufgenommen worden war.
Die Fiktion der Dichterin, den Hülshoff-Besuch aus der Generation ihres Ur-Ur-Ur-Großvaters in ihre eigene Gegenwart zu übertragen, weicht somit vom geschichtlichen Kern ab. Sie wollte offenbar nur ihrer Heimat Westfalen und ihrer engeren Familie ein Denkmal setzen. Sie schreibt: Dass ich „meine lieben Eltern so deutlich darin erkannte, daß man mit Fingern darauf zeigen konnte – das war eigentlich nicht meine Absicht, ich wollte nur einzelne Züge entlehnen […] nun fürchte ich, wird es jedermann gradezu für Portrait nehmen […]“ (Brief vom 20. Juli 1841 an August von Haxthausen).